# پاستورا سولر
پیلار سنچز لوکِ (متولد ۲۷ سپتامبر ۱۹۷۸ در کوریا دل ریو، سبیا) یا پاستورا سولر، خواننده اسپانیایی است.
پاستورا سولر نماینده اسپانیا در مسابقات آواز یوروویژن ۲۰۱۲ است. ترانه او (به اسپانیایی: Quédate Conmigo) نام دارد.
پاستورا تا کنون ۱۲ آلبوم موفق منتشر کرده‌است.

## دیسکوگرافی

### آلبوم‌های استدیویی

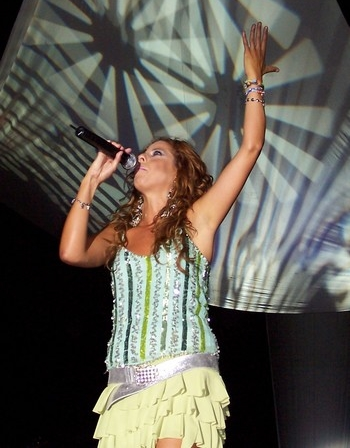

- Nuestras coplas, ۱۹۹۴
- El mundo que soñé, ۱۹۹۶
- Fuente de luna, ۱۹۹۹
- Corazón congelado, ۲۰۰۱
- Deseo, ۲۰۰۲
- Pastora Soler, ۲۰۰۵
- Toda mi verdad, ۲۰۰۷
- Bendita locura, ۲۰۰۹
- Una mujer como yo, ۲۰۱۱